# Slaget vid Ravenna
Slaget vid Ravenna var ett slag mellan spanska och franska trupper utanför Ravenna, den 11 april 1512.
Påven Julius II bildade 1511 en helig liga för att bekämpa fransmännen. Året därpå tågade ligans spanska styrkor, under befäl av Ramon de Cordoba och fortifikationsofficeren Pedro Navarro, mot en fransk armé under Gaston de Foix, som belägrade Ravenna. Spanjorerna intog försvarsställning bakom jordvallar, och under två timmar besköt de båda sidornas fältartilleri varandras linjer. Till slut brast spanjorernas nerver. De gick till anfall och blev nedhuggna av tungt franskt kavalleri. Landsknektarna, tyska pikbeväpnade legosoldater i fransk tjänst, gjorde frontanfall mot de spanska jordvallarna, där en blodig strid blev följden. När franskt pansrat kavalleri sedan anföll flanken övergick spanjorerna till fördröjningsstrid för att kunna retiera. Den franska segern mattades genom att Gaston de Foix stupat, under ett försök att förfölja de retirerande spanjorerna.